# Robin Warren
John Robin Warren, također poznat kao J. Robin Warren (Adelaide, 11. lipnja 1937. – Perth, 23. srpnja 2024.) bio je australski patolog.
Godine 2005. osvojio je Nobelovu nagradu za fiziologiju i medicinu.